# Entoloma lilacinoroseum
Entoloma lilacinoroseum är en svampart som tillhör divisionen basidiesvampar, och som beskrevs av Marcel Bon och Guinberteau. Entoloma lilacinoroseum ingår i släktet Entoloma, och familjen Entolomataceae. Arten har ej påträffats i Sverige.